# Novonothrus puyehue
Novonothrus puyehue är en kvalsterart som beskrevs av Casanueva och Norton 1997. Novonothrus puyehue ingår i släktet Novonothrus och familjen Nothridae. Inga underarter finns listade i Catalogue of Life.